# Aschermittwoch (1929)
Aschermittwoch (englisch Betrayal ‚Verrat‘) ist ein US-amerikanisches Stummfilmmelodram aus dem Jahre 1929 von Lewis Milestone mit Emil Jannings in der Hauptrolle. Als sein Filmpartner und Konkurrent um das Herz einer Frau ist der junge Gary Cooper zu sehen.

## Handlung
André Frey, ein österreichischer Künstler, wirbt um das einfache Schweizer Landmädchen Vroni, die als Dienstmagd arbeitet, und gewinnt schließlich ihr Herz. Als er eines Tages fort muss, verspricht André, zu ihr zurückzukehren. Vroni ist derweil durch André schwanger geworden. Um ihre Ehre als unverheiratete Frau hochzuhalten, soll sie nach dem Willen ihres Vaters den gesetzten, bulligen aber in der Dorfgemeinschaft allseits respektierten Poldi Moser, den Bürgermeister des Ortes, heiraten. Moser und Vroni werden glücklich miteinander, und sie bringt zwei Söhne zur Welt. André kehrt regelmäßig ins Dorf zurück, um erneut Vroni für sich zu erobern. Ihr Mann ahnt zunächst nichts von beider gemeinsamer Vergangenheit, zumal Vroni ihren Ex-Liebhaber Poldi als jemanden vorstellt, der soeben seine Liebste verloren hat. Daraufhin lädt der gutmütige Poldi seinen heimlichen Konkurrenten sogar ein, unter seinem Dach zu wohnen.
Doch André lässt bezüglich Vroni nicht locker, er will sie für sich ganz allein. Schließlich bittet André Vroni eindringlich, mit ihm fortzugehen. Sie weigert sich, und er hinterlässt ihr eine von Zorn getragene Nachricht. Eines Abends werden Vroni und André in einen schweren Unfall mit einem Rodelschlitten verwickelt. Vroni kommt dabei ums Leben, während André schwer verletzt überlebt. Moser findet Andrés Nachricht an Vroni und geht zu ihm, um ihn eindringlich zu befragen, welcher der beiden Jungen in Wahrheit Andrés Kind ist. André, der seinen eigenen Sohn schützen will, teilt Moser mit, dass Mosers eigener Sohn sein, also Andrés, Sohn ist. Moser schwört Rache, doch es ist zu spät: André erliegt seinen schweren Verletzungen. Außerdem muss der Bürgermeister feststellen, dass er mittlerweile beide Jungen gleichermaßen liebt.

## Produktionsnotizen
Aschermittwoch war Jannings’ letzter Hollywood-Film, wurde im Winter 1928/29 u. a. am Lake Tahoe gedreht und erlebte am 28. April 1929 seine Uraufführung. Da sein Englisch für Tonfilmaufnahmen zu schlecht war, entschloss sich Jannings daraufhin zur Rückkehr nach Deutschland. 1930 lief der Film in Österreich an.
David O. Selznick war Produktionsleiter, Hans Dreier entwarf die Filmbauten, Loyal Griggs wirkte als einer von mehreren Kameraassistenten.

## Kritiken
Mordaunt Hall schrieb in der New York Times: „Es ist ein gut gespielter Film, aber gleichzeitig einer, der durch die Künstlichkeit seiner szenischen Effekte viel verliert. […] Dies ist eine Geschichte, die besonders realistische atmosphärische Effekte braucht, denn das Drama ist materiell geschwächt. Obwohl das Drehbuch in so guten Händen war wie Hans Kraely, Victor Schertzinger und Nicholas Soussanin, ist es eine Skizze mit schlecht verknüpften Ereignissen. Niemand arbeitet in diesem Film. […] Herr Jannings ist nicht herausragend in dieser Inszenierung, aber er gibt mit vielen seiner bekannten Darstellungskünsten eine gute Performance ab. […] Mr. Jannings' Performance hätte durch eine natürlichere Landschaft besser unterstützt gehört. Der Anblick eines Dorfes sieht hier erbärmlich beengt aus. Miss Ralston gibt eine intelligente Interpretation ihrer Rolle. Mr. Cooper, sehr groß erscheinend, ist aufrichtig als Künstler.“
Filmhistoriker Hal Erickson schreibt bei AllMovie: “Mit einer Handlung, die Ethan Frome gefährlich nahekommt, wurde Aschermittwoch von David O. Selznick koproduziert. In späteren Jahren neigte Regisseur Lewis Milestone dazu, diesen Film abzulehnen und erinnerte sich nur daran, dass Emil Jannings bei der Arbeit ein extrem schwieriger Mann war.”

## Belege und weiterführende Informationen
1. ↑  Anzeige in Mein Film Nr. 219, S. 16, vgl. auch Illustrierter Film-Kurier (Wien) Nr. 51
2. ↑  Mordaunt Hall in The New York Times vom 6. Mai 1929
3. ↑  Hal Erickson: Aschermittwoch (Memento vom 24. Februar 2018 im Internet Archive) bei AllMovie (englisch, Wertung )